# CSM Pașcani
CSM Pașcani este un club de fotbal din Pașcani, Iași, România, ce evoluează în prezent în Liga a IV-a Iași. Cea mai mare performanță din istoria clubului a fost locul patru în Divizia B, atins în sezoanele 1962-1963 și 1975-1976 și jucarea sferturilor de finală în Cupa României, în sezonul 1987-1988.

## Istoric

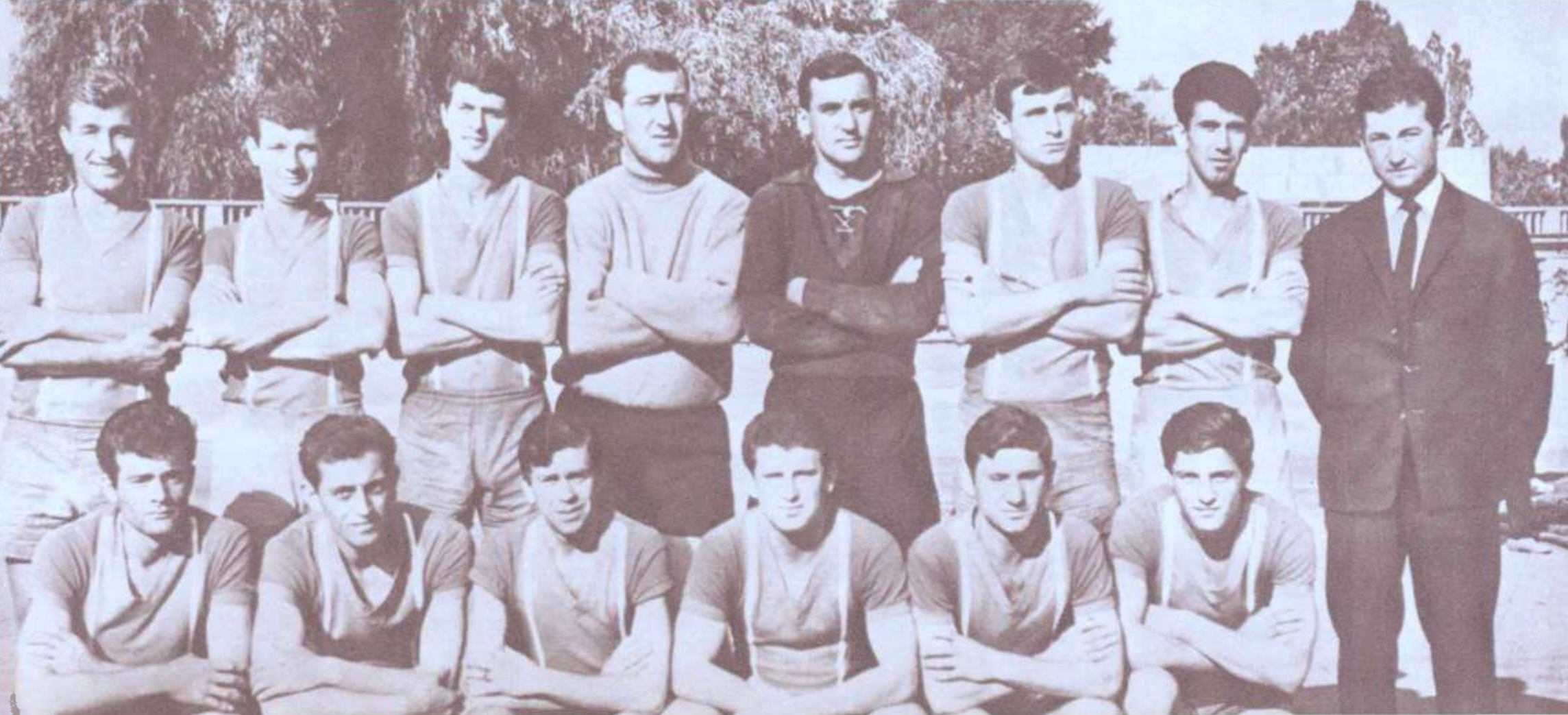
Echipa din sezonul 1966-1967

Clubul a fost cunoscut drept CFR Pașcani până în vara anului 2009 când a fost redenumit CSM Pașcani.
În vara lui 2012 a fost redenumită încă o dată, Kosarom Pașcani fiind noul nume.
În vara anului 2014 a fost redenumită CSM Pașcani.

### Cronologia numelor
| Nume               | Perioadă       |
| CFR Pașcani        | 1921–1934      |
| Unirea CFR Pașcani | 1934–1948      |
| CFR Pașcani        | 1948–1950      |
| Locomotiva Pașcani | 1950–1958      |
| CFR Pașcani        | 1958–2009      |
| CSM Pașcani        | 2009–2012      |
| Kosarom Pașcani    | 2012–2014      |
| CSM Pașcani        | 2014 – prezent |

## Parcursul competițional
| Sezon   | Nivel | Divizie                | Loc | Note                                           | Cupa României |
| ------- | ----- | ---------------------- | --- | ---------------------------------------------- | ------------- |
| 2024–25 | 4     | Liga a IV-a            | 2   |                                                | Play-off      |
| 2023–24 | 4     | Liga a IV-a            | 2   |                                                |               |
| 2022–23 | 4     | Liga a IV-a (IS)       | 4   |                                                |               |
| 2021–22 | 3     | Liga a III-a (Seria I) | 10  | Retrogradată                                   | Primul tur    |
| 2020–21 | 3     | Liga a III-a (Seria I) | 10  | Câștigătoarea barajului de promovare/menținere |               |
| 2019–20 | 3     | Liga a III-a (Seria I) | 16  |                                                |               |
| 2018–19 | 3     | Liga a III-a (Seria I) | 13  |                                                |               |
| 2017–18 | 3     | Liga a III-a (Seria I) | 13  |                                                |               |
| 2016–17 | 3     | Liga a III-a (Seria I) | 13  |                                                |               |
| 2015–16 | 3     | Liga a III-a (Seria I) | 8   |                                                |               |
| 2014–15 | 3     | Liga a III-a (Seria I) | 9   |                                                |               |
| 2013–14 | 3     | Liga a III-a (Seria I) | 5   |                                                |               |
| 2012–13 | 3     | Liga a III-a (Seria I) | 4   |                                                |               |
| 2011–12 | 3     | Liga a III-a (Seria I) | 10  |                                                |               |
| 2010–11 | 3     | Liga a III-a (Seria I) | 4   |                                                |               |
| 2009–10 | 3     | Liga a III-a (Seria I) | 14  |                                                |               |
| 2008–09 | 3     | Liga a III-a (Seria I) | 11  |                                                |               |
| 2007–08 | 3     | Liga a III-a (Seria I) | 8   |                                                |               |

| Sezon     | Nivel | Divizie                | Loc   | Note         | Cupa României |
| --------- | ----- | ---------------------- | ----- | ------------ | ------------- |
| 2006–07   | 3     | Liga a III-a (Seria I) | 12    |              |               |
| 2005–06   | 3     | Divizia C (Seria I)    | 2     |              |               |
| 2004–05   | 3     | Divizia C (Seria I)    | 10    |              |               |
| 2003–04   | 3     | Divizia C (Seria I)    | 4     |              |               |
| 2002–03   | 3     | Divizia C (Seria I)    | 4     |              |               |
| 2001–02   | 3     | Divizia C (Seria I)    | 6     |              |               |
| 2000–01   | 3     | Divizia C (Seria I)    | 2     |              |               |
| 1999–2000 | 3     | Divizia C (Seria I)    | 9     |              |               |
| 1998–99   | 3     | Divizia C (Seria I)    | 13    |              |               |
| 1997–98   | 3     | Divizia C (Seria I)    | 3     |              |               |
| 1996–97   | 3     | Divizia C (Seria I)    | 14    |              |               |
| 1995–96   | 3     | Divizia C (Seria I)    | 10    |              |               |
| 1994–95   | 3     | Divizia C (Seria I)    | 9     |              |               |
| 1993–94   | 3     | Divizia C (Seria I)    | 15    |              |               |
| 1992–93   | 3     | Divizia C (Seria I)    | 16    |              |               |
| 1991–92   | 3     | Divizia C (Seria I)    | 1 (C) |              |               |
| 1990–91   | 3     | Divizia C (Seria I)    | 3     |              |               |
| 1989–90   | 2     | Divizia B (Seria I)    | 16    | Retrogradată |               |

## Oficialii clubului

### Consiliul de administrație
| Rol                       | Nume               |
| ------------------------- | ------------------ |
| Proprietar                | Municipiul Pașcani |
| Președinte                | Bogdan Mandric     |
| Director de fotbal        | Mihai Irimia       |
| Director sportiv          | Mugurel Crețu      |
| Manager Centru de Tineret | Dan Condurache     |

## Personal

### Lotul Echipei 2021-22
| Nr. |         | Poziție | Jucător                |
| --- | ------- | ------- | ---------------------- |
| 1   | România | P       | Miron Bogdan           |
|     | România | P       | Nacuta Alexandru       |
|     | România | P       | Barladeanu Cosmin      |
|     | România | F       | Razlog Petru           |
|     | România | F       | Razlog Vladimir        |
|     | România | F       | Olarita Marius         |
|     | România | F       | Giurgiuveanu Laurentiu |
| 15  | România | F       | Corman Bogdan          |
|     | România | F       | Bursuc Andrei          |

| Nr. |         | Poziție | Jucător               |
| --- | ------- | ------- | --------------------- |
| 9   | România | M       | Maftei Petrica        |
| 5   | România | M       | Diaconu Lucian        |
| 7   | România | M       | Nutescu Ionut         |
| 17  | România | M       | Agrigoroaie Petru     |
|     | România | M       | Toader Petrica        |
| 10  | România | M       | Lipovanu Andrei       |
| 13  | România | A       | Huma Robert           |
| 11  | România | A       | Berbece Florin        |
| 8   | România | A       | Nemtanu Cosmin-Andrei |
| 14  | România | A       | Viorica Adrian        |

### Personalul tehnic
| Rol                 | Nume             |
| ------------------- | ---------------- |
| Antrenor            | Cătălin Damian   |
| Antrenor de portari | Răzvan Boroeanu  |
| Delegat             | Mugrel Cretu     |
| Club Doctor         | Valeriu Flueraru |

## Palmares
Liga a III-a:
- Câștigătoare (5): 1958–59, 1969–70, 1971–72, 1983–84, 1986–87, 1991–92
- Finalistă (7): 1956, 1978–79, 1981–82, 1984–85, 1985–86, 2000–01, 2005–06